# Лугайд Лайгдех
Лугайд Лайгдех — (ірл — Lugaid Laigdech) — Лугайд Гомілка Богині, відомий також як Лугайд мак Дайре (ірл. — Lugaid mac Dáire) — верховний король Ірландії. Час правління: 537—530 до н. е. (згідно з «Історією Ірландії» Джеффрі Кітінга) [3] або 738—731 до н. е. (відповідно до «Хроніки Чотирьох Майстрів») [2]. Син Дайре Доймхеха (ірл. — Dáire Doimthech), проте інколи зустрічаються дані в історичних переказах, що він був сином Еоху мак Айлелла (ірл. — Eochu mac Ailella), що дуже сумнівно. Вважається предком багатьох королівських династій Ірландії. Прийшов до влади в результаті вбивства свого попередника — Дуї Ладраха, який довгий час був його союзником і спільником у чисельних змовах, заколотах і державних переворотах. Правив Ірландією протягом семи років. «Книга Захоплень Ірландії» синхронізує його правління з часом правління Артаксеркса III в Персії (358—338 до н. е.), що сумнівно [1].